# Узкий шрифт
Узкий шрифт (англ. condensed type) — шрифт с начертанием, которое выделяется по плотности очка шрифта и у которого отношение ширины знака типа строчной буквы «н» к его высоте составляет свыше 50 до 65 % при кегле 5—7, свыше 45 до 60 % при кегле 8—12, свыше 40 до 55 % при кегле 14—48, соответственно, ширина очка близка к половине его высоты.
Подобные соотношения регламентируются ГОСТ 3489.1—71.

## Примеры узкого начертания
- Arial: узкое начертание и обычное, русская панграмма

- Myriad Pro: узкое начертание и обычное, английская панграмма

## Применение
Используется для экономного набора, реже — как акциденция в заголовках. Отмечается, что у текста, набранного узким шрифтом, ухудшается читаемость. Также рекомендуется для создания иерархических списков или внесения контрастности в набор.